# Zeinek gehiago iraun
Zeinek gehiago iraun (2010) es un cortometraje de animación dirigido y producido por Gregorio Muro. Realizado en euskera, ha participado en más de 150 certámenes y festivales de todo el mundo, en los que ha recibido numerosos galardones así como reconocimiento de crítica y público. Fue uno de los cuatro nominados finalistas en la vigésimo sexta edición de los Premios Goya como mejor corto de animación.

## Sinopsis
Narra la historia de Ander, un chico que jugando con sus amigos en las vías del tren a un peligroso juego infantil sufre un accidente, que le produjo una discapacidad. Este suceso marcará su vida y la de su familia para siempre.

## Premios
- Austin Film Festival (USA) Mención Especial del Jurado
- Festival Audiovisual de Éibar "Asier Errasti" (Guipúzcoa) Mejor Cortometraje de Animación
- ZINEBI. Festival Internacional de Cine de Bilbao, Gran Premio del Cine Vasco Certamen de Cortometrajes Ciudad de Soria, Mejor Guion (Gregorio Muro)
- Festival Sannio, Cinema &Rock'N'Roll. San Giorgio del Sannio (Italia) Mejor Cortometraje Internacional
- Gau Laburra. Beasáin (Guipúzcoa) Mejor Cortometraje - Premio del Público
- Curt al Pap. Parcent (Alicante) Mención Especial del Jurado
- Certamen Nacional de Cortometrajes Posivideo. Almería Mención Especial del Jurado
- ZoomZblizenia International Film Festival. Jelenia Góra (Poland) Premio Especial del Jurado
- ISFFI. International Short Film Festival of India. Chennai (India) Mejor Cortometraje de Animación Extranjero
- Mediterranean Festival of New Film-Makers. Larissa (Greece) Mención Especial del Jurado
- Huhezinema. Film Laburren eta Dokumentalen Jaialdia (Aretxabaleta, Guipúzcoa) Premio del Público
- Cine a la Calle. Barranquilla (Colombia) Mejor Cortometraje Internacional
- Festival Nacional de Cortometrajes Ciudad de Ávila, Mejor Cortometraje de Animación
- La Notte dei Corti Viventi. Campobasso (Italia) Premio del Jurado Mejor Corto de Animación
- Festival de Curtmetratges de Manlleu (Barcelona) Mejor Cortometraje de Animación
- WILDSound Film Festival. Toronto (Canadá) Mejor Cortometraje (Competición Mayo)
- Provincetown International Film Festival (USA) Mejor Cortometraje de Animación
- Les Toiles du Court. Belgodere (Corse, France) Premio del Público Joven
- Festival Lume de Cinema. São Luís (Brasil) Mención Especial del Jurado
- Festival der Nationen. Ebensee (Austria) Ebenseer Bären in Gold
- El Festival Iberoamericano de Cinema de Sergipe-CURTA + SE. (Brasil) Mejor cortometraje de Animación.
- Festival SEDICICORTO IFFF de Forlí (Italia) Premio Gilberto Giorgetti
- Festival SEDICICORTO IFFF de Forlí (Italia) Premio "La foglia" de la asociación de discapacitados.
- Festival de Cinespaña de Toulouse (Francia) Premio al mejor cortometraje.
- I've Seen Films de Milán (Italia) Mención especial de jurado.
- Festival Internacional de Cortometrajes Vagón 2012, Ciudad Juárez, Chihuahua, México. Premio al mejor cortometraje de animación.
- Nominado al Premio Goya al Mejor Corto de Animación.